# Viktor Krivouline
Viktor Borissovitch Krivouline (en russe : Ви́ктор Бори́сович Криву́лин)
est un poète, romancier et essayiste russe 
né à Krasnodon dans la région de Vorochilovgrad et 9 juillet 1944 
et mort à Saint-Pétersbourg le 17 mars 2001.
Son nom est associé à la nouvelle école poétique de Leningrad au côté de Joseph Brodsky, Sergueï Stratanovski (ru), Elena Schwarz, 
Alexandre Mironov (ru) et Oleg Okhapkine (ru), 
« avec eux en équilibre entre l'ironie et le pathos, l'absurde et l'essor spirituel, le surréalisme et l'Empire »

## Biographie
Son père était un officier, sa mère, issue de la noblesse polonaise, est une assistante médicale.
Il arrive à Saint-Pétersbourg dès 1947.
En 1960, il rencontre Anna Akhmatova, avec qui il fonde une société littéraire en 1962 (dirigée par Gleb Semenov).
Il est diplômé de la faculté de philologie de l'Université de Léningrad Andreï Jdanov en 1967, avec une thèse sur la Création dans l'œuvre d'Innokenti Annenski.
Il publie son premier livre Les Nuages du dimanche (Воскресные облака) sous forme de samizdat en 1972.
En 1974, il épouse Tatiana Goritcheva.
Dès les années 1980 et jusqu'à sa mort, il est une figure de proue de la culture informelle de Leningrad, notamment de l'auto-édition littéraire et culturelle clandestine comme Severnaïa potchta ("Северная почта" qui signifie littéralement « Poste du Nord » en français), 37 etc., et anime avec Elena Schwarz un cercle très actif.
Par ailleurs, il devient au début des années 1990 membre du comité de rédaction de la revue Bulletin de la nouvelle littérature.
Il est enterré au cimetière orthodoxe de Smolensk à Saint-Pétersbourg.

## Publications
Parmi ses recueils de poèmes :
- (ru) Стихи (Poèmes), Paris,‎ 1981
- (ru) Стихи (Poèmes), Paris,‎ 1988
- (ru) Обращение (Appel),‎ 1990
- (ru) Концерт по заявкам (Concert à la demande),‎ 1993, 109 p. (lire en ligne)
- (ru) Requiem, АРГО-РИСК,‎ 1998, 20 p. (ISBN 5-900506-84-3, lire en ligne)
- (ru) Купание в иордани (Baignade en Jordanie), Пушкинский фонд,‎ 1998, 80 p. (ISBN 5-89803-020-4, lire en ligne)
- (ru) Стихи юбилейного года (Poèmes de l'année jubilaire), ОГИ,‎ 2001, 76 p. (ISBN 5-94282-020-1, lire en ligne)
- (ru) Стихи после стихов (Poèmes après poèmes), Sankt-Peterburg/Санкт-Петербург, BLIC / Peterburgskij pisatelʹ / БЛИЦ / Петербургский писатель,‎ 2001, 143 p. (ISBN 5-86789-135-6)

en français :
- Poèmes de Léningrad, Laurence Teper, 2008
- « Viktor Krivouline », dans Panorama poétique de la Russie d’aujourd’hui – Dix-huit poètes à voix basse  (trad. Hélène Henry), Le Cri, 1998 (ISBN 2-87106-195-5), p. 191-200

## Distinctions
- Lauréat du prix Andreï Biély (1978).

## Sources
- (ru) Cet article est partiellement ou en totalité issu de l’article de Wikipédia en russe intitulé « Кривулин, Виктор Борисович » (voir la liste des auteurs).
- Виктор КРИВУЛИН о себе (Viktor Krivouline par lui-même) sur le site (ru) « Вавилон »